# Casimiro Sousa Teles
Casimiro Vítor de Sousa Teles GCA • MOCE • MPBS foi um militar português.

## Biografia
Assentou praça em 1 de Agosto de 1891, tendo sido promovido a alferes em 19 de Setembro de 1896, a tenente em 1 de Dezembro de 1901, e a capitão em 16 de Setembro de 1910. Em 29 de Setembro de 1912, foi louvado pelo comandante do Grupo de Batalhões em Santarém pela forma como dirigiu a sua campanha de instrução. Em 3 de Fevereiro de 1917, foi promovido a major.
Passou por várias comissões de serviço na Guarda Fiscal e em várias unidades no Colégio Militar, na Inspecção de Infantaria, e foi por várias vezes nomeado para o júri de exames para o posto de major no Quadro Colonial.
Também comandou o Batalhão de Infantaria n.º 12, como parte do Corpo Expedicionário Português, tendo recebido dois louvores pela forma como exerceu o seu comando, o primeiro em 13 de Março de 1917, e outro na sequência de uma revista ao seu batalhão, em 7 de Dezembro de 1917. Foi promovido a Tenente-Coronel em 9 de Novembro de 1918, e a coronel em 11 de Março de 1922.
Também esteve no comando do Batalhão de Infantaria n.º 5 do Corpo de Tropas da Guarnição de Lisboa. Em 30 de Abril de 1927, começou a comandar a Escola Prática de Infantaria, em Mafra. Foi igualmente responsável pela organização de uma escola de oficiais em Mafra. Foi louvado pelo Ministro da Guerra em 11 de Agosto de 1928 pela sua carreira como oficial, em 7 de Setembro de 1929 pelo seu comando da Escola Prática, e em 19 de Julho de 1930 e 24 de Julho de 1931 pela reorganização daquele estabelecimento. Com efeito, modificou totalmente a forma como a escola funcionava, melhorando consideravelmente a instrução dos quadros que passavam por aquela instituição.
Em 16 de Julho de 1933, a Gazeta dos Caminhos de Ferro noticiou que Casimiro Telles tinha há poucos dias concluído o exame de posto a general. Nessa altura, tinha sido recentemente homenageado numa sessão da oficialidade da escola da Mafra, Depósito de Remonta e Metralhadoras.
Também recebeu um louvor pela forma como exerceu a função de vogal numa comissão encarregada de escolher a ferramenta portátil a distribuir aos corpos da Arma de Infantaria e correspondente Escola Prática.
Em 30 de Outubro de 1935, foi organizado um banquete de homenagem ao brigadeiro Casimiro Telles num dos salões da Escola Prática de Infantaria, por deixar de ser o comandante daquele estabelecimento, posição que ocupou durante cerca oito anos. A cerimónia teve a presença de várias altas autoridades militares, tendo sido presidida pelo general Francisco Bernardo do Canto.
Teve pelo menos um filho, o empresário José de Sousa Teles.

## Homenagens
Foi homenageado com o grau de Comendador na Ordem Militar de Avis, tendo ascendido ao grau de Grã-Cruz naquela ordem em 12 de Abril de 1937. Também foi premiado com a Medalha de Ouro de Comportamento Exemplar, a Medalha da Vitória, a Medalha Comemorativa das Campanhas (França), e uma Medalha de Prata de Bons Serviços.